# Dawid Lui
Dawid Lui (ur. 17 września 1887 w Warszawie, zm. ?) – polski aktor żydowskiego pochodzenia, który zasłynął głównie z ról w przedwojennych żydowskich filmach i sztukach teatralnych w języku jidysz.

## Filmografia
- 1912: Mirełe Efros